# Dionatan Teixeira
Dionatan do Nascimento Teixeira (ur. 24 lipca 1992 w Londrinie, zm. 5 listopada 2017 tamże) – słowacki piłkarz pochodzenia brazylijskiego występujący na pozycji obrońcy.